# Distrito electoral de Turkey Creek (condado de Gosper, Nebraska)
Turkey Creek (en inglés: Turkey Creek Precinct) es un distrito electoral ubicado en el condado de Gosper en el estado estadounidense de Nebraska. En el Censo de 2010 tenía una población de 29 habitantes y una densidad poblacional de 0,31 personas por km².

## Geografía
Turkey Creek se encuentra ubicado en las coordenadas 40°28′55″N 99°48′42″O / 40.48194, -99.81167. Según la Oficina del Censo de los Estados Unidos, Turkey Creek tiene una superficie total de 92.54 km², de la cual 92.54 km² corresponden a tierra firme y (0%) 0 km² es agua.

## Demografía
Según el censo de 2010, había 29 personas residiendo en Turkey Creek. La densidad de población era de 0,31 hab./km². De los 29 habitantes, Turkey Creek estaba compuesto por el 93.1% blancos, el 6.9% eran afroamericanos, el 0% eran amerindios, el 0% eran asiáticos, el 0% eran isleños del Pacífico, el 0% eran de otras razas y el 0% pertenecían a dos o más razas. Del total de la población el 3.45% eran hispanos o latinos de cualquier raza.